# Richard Dent
Pour les articles homonymes, voir Dent (homonymie).
Pro Football Hall of Fame 2011
(en) Statistiques sur pro-football-reference
Richard Lamar Dent, né le 13 décembre 1960 à Atlanta, est un joueur américain de football américain.
Ce defensive end a joué pour les Bears de Chicago (1983–1993, 1995), les 49ers de San Francisco (1994), les Colts d'Indianapolis (1996), les Eagles de Philadelphie (1997) en National Football League (NFL).
Il a remporté les Super Bowls XX et XXIX.